# 正法寺 (岡山市)
正法寺（しょうぼうじ）は、岡山県岡山市北区西花尻にある日蓮宗の寺院である。山号は庚申山、別名を庚申山帝釈天という。旧本山は庭瀬不変院。吉備中山南面山麓にあり付近には西花尻に妙法華寺、東花尻に妙傳寺、立成寺などがある。境内の庭に石棺の蓋石がある。

## 歴史
安元3年（1177年）の鹿ケ谷の陰謀（鹿ケ谷事件）で流罪となり非業の死を迎えた藤原成親（大納言まで上り詰めた人物）の菩提供養のため、元和2年（1616年）智円院日泉が古来より藤原成親にゆかりのあった正林坊、法住坊、月心坊の三坊を集め寺とした。

## 境内
- 本堂

### 帝釈天
宝暦年間（1751年‐1764年）観達院日道（正法寺8世）の代に帝釈天堂を建立、藤原成親が信仰していた帝釈庚申天を現在地に移転した。安永2年1773年成就院日鎮（11世）の代に二天門（右に水難火難を防ぐという持国天、左は夜叉の害から守るという毘沙門天を安置する。）が建立され、さらに210段の石段が築かれた。

## 歴代
- 智円院日泉